# Balawat
Balawat är en ruinplats i dagens Iran, 22 kilometer öster om Mosul.

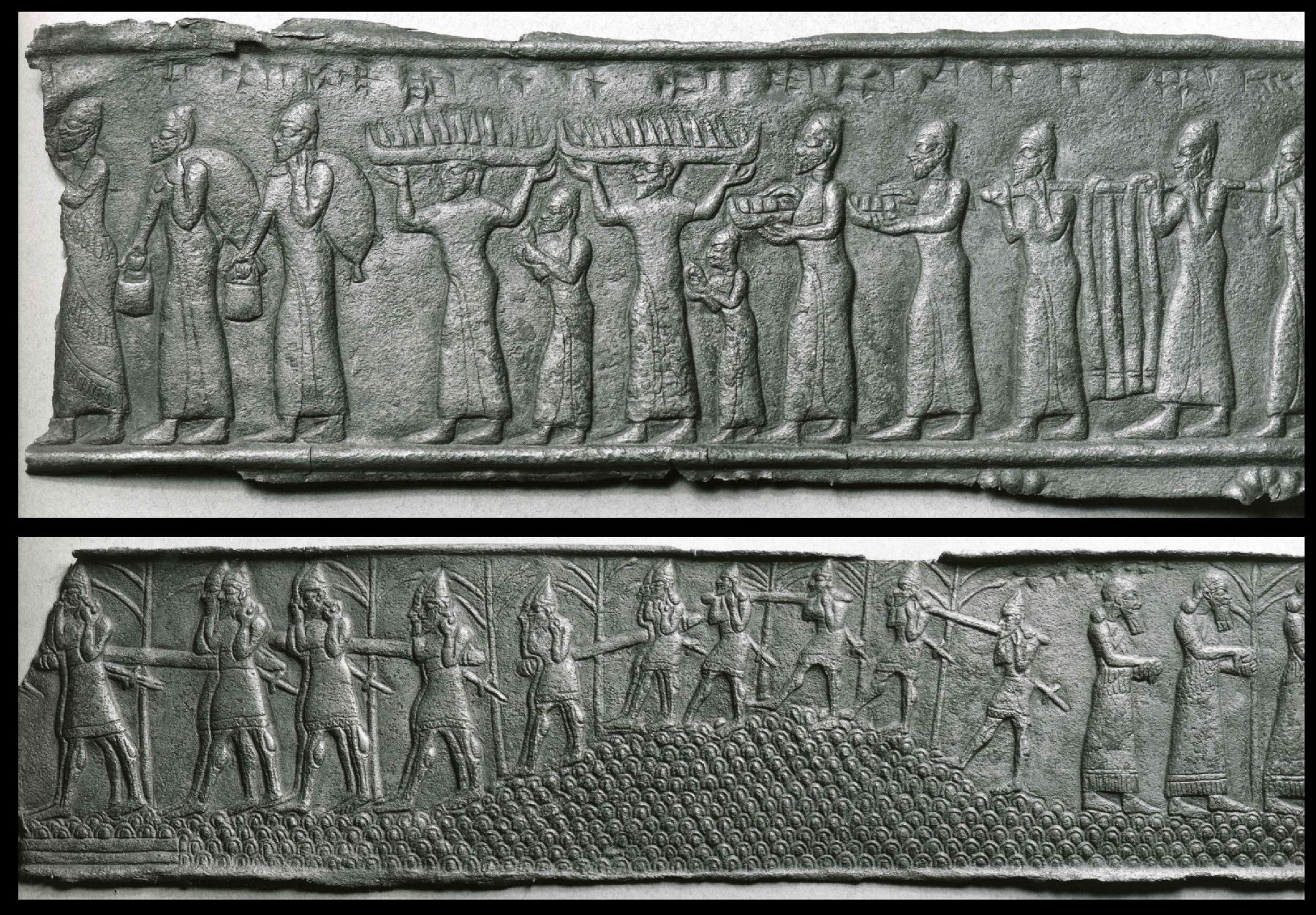
Fragment av Balawats portar från Walters Art Museum. (Överst) Syriska bärare i långa dräkter och koniska hattar bär hyllningar till det assyriska lägret. (Nederst) Assyriska soldater bär stockar när de marscherar genom ett kuperat, skogsklätt landskap.

I Balawat har man hittat fynd från Assurnasirpal II och Salmanassar III:s regeringar. Mest berömda är bronsbeslagen till en praktdörr med rika reliefframställningar av assyriskt militärliv, nu på British Museum.